# Pochaiv

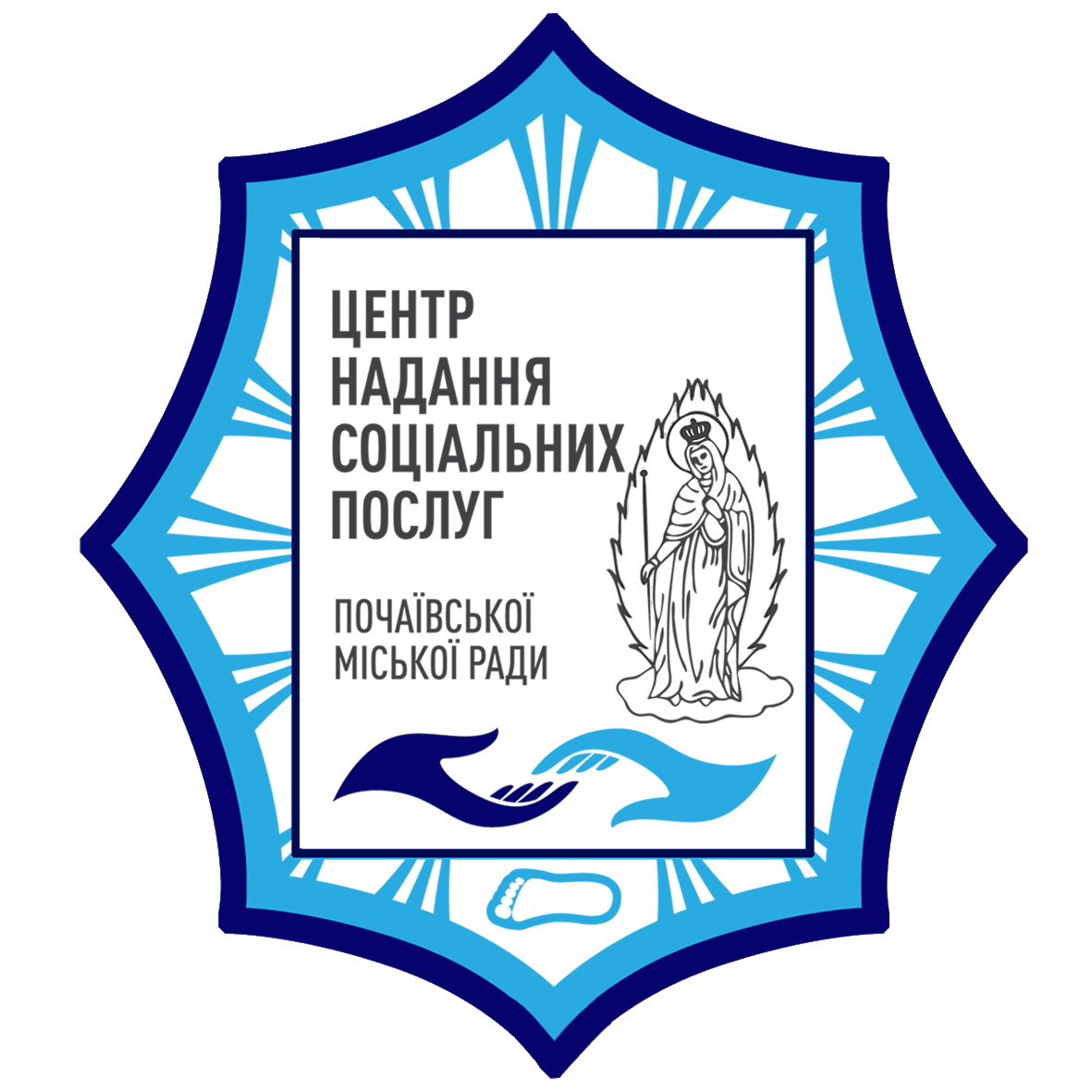
Logotipo do Centro de Serviços Sociais da Câmara Municipal de Pochaiv

Pochaiv (em ucraniano:  Почаїв), ou Pochayev (em russo:  Почаев, em sérvio:  Почајев, em polonês/polaco:  Poczajów, em iídiche:  פּאָטשאַיעװ, em hebraico:  פּוצ'איוב Pochayuv) é uma cidade da Ucrânia, situada no Oblast de Ternopil. Tem 44 km² de área e sua população em 2020 foi estimada em 7.735 habitantes.
Em 1 de outubro de 2020, o Centro de Prestação de Serviços Sociais da Câmara Municipal de Pochaiv foi estabelecido, cujo chefe foi nomeado Hychka Yuriy Serhiyovych com base em uma seleção competitiva   